# Ernst Bux
Ernst Bux (* 24. Mai 1890 in Hohenstein, Ostpreußen; † 25. Januar 1951 in Leipzig) war ein deutscher Althistoriker und Gymnasiallehrer.

## Leben
Ernst Bux besuchte von 1896 bis 1900 die XII. Bürgerschule in Leipzig und von 1900 bis 1909 das König-Albert-Gymnasium. Nach dem Militärdienst beim Garde-Infanterie-Regiment Nr. 106 in Leipzig studierte er ab 1910 Klassische Philologie, Archäologie und Geschichte an der Universität Leipzig. Von 1914 bis 1918 diente er im Ersten Weltkrieg. Im ersten Jahr seines Dienstes schloss er 1915 seine Promotion zum Dr. phil. ab.
Ab 1917 arbeitete Bux als Lehrer am König-Albert-Gymnasium. Während dieser Zeit engagierte er sich im Verein für das Deutschtum im Ausland (ab 1921) und war von 1924 bis 1926 Mitglied der Deutschen Demokratischen Partei (DDP). Angeblich hielt er während der Zeit des Nationalsozialismus Distanz zum Regime, er war allerdings Mitglied in der Nationalsozialistischen Volkswohlfahrt (NSV) seit 1934, im Nationalsozialistischen Lehrerbund und seit 1942 im Nationalsozialistischen Altherrenbund.
Nach Kriegsende trat er 1945 der CDU bei. 1946 verließ Bux nach fast dreißig Jahren den Schuldienst und ging als Lektor für Latein und Griechisch an die Universität Leipzig. Dort habilitierte er sich 1947 für Antike Bildungsgeschichte, wurde zum Privatdozenten und 1948 zum Professor mit Lehrauftrag ernannt. Er starb am 25. Januar 1951 im Alter von 60 Jahren.
Ernst Bux trat in den 1920er und 1930er Jahren als Verfasser und Bearbeiter mehrerer Lehrbücher für den Geschichtsunterricht hervor, von denen das am weitesten verbreitete die Geschichte des Altertums war. Außerdem verfasste er in derselben Zeit mehrere Artikel über griechische Historiker für die Realencyclopädie der classischen Altertumswissenschaft (RE).

## Schriften (Auswahl)
- Das Probuleuma bei Dionys von Halikarnaß. Ein Beitrag zur Geschichte der Römischen Historiographie des ersten vorchristlichen Jahrhunderts. Weida 1915 (Dissertation, Universität Leipzig).
- mit Hermann Pinnow: Geschichte des Altertums. Leipzig 1924. 2. Auflage, Leipzig 1924. 4. Auflage, Leipzig 1925. 6. Auflage, Leipzig 1926. 8. Auflage, Leipzig 1928. 11. Auflage, Leipzig 1932.
- Römische Geschichte. Leipzig 1927.
- mit Hans Warg: Griechische Geschichte. Leipzig 1929.
- mit Hans Lamer und Wilhelm Schöne: Wörterbuch der Antike mit Berücksichtigung ihres Fortwirkens. Leipzig 1933. 3., durchgesehene und ergänzte Auflage, Stuttgart 1950. 4., durchgesehene und ergänzte Auflage, Stuttgart 1956. 5. Auflage, Stuttgart 1959.
- Protagorasstudien. Habilitationsschrift, 1947 (ungedruckt).
- Xenophon: Die sokratischen Schriften. Memorabilien, Symposion, Oikonomikos, Apologie. Übertragen und herausgegeben. Stuttgart 1956.